# Cuisine des Kiribati
La cuisine des Kiribati concerne l'État insulaire des Kiribati dans le Pacifique, et relève pleinement de la gastronomie océanienne. Les fruits de mer fraîchement pêchés, le porc, le poulet et les cultures vivrières essentielles telles que la noix de coco, le taro, l'arbre à pain, le pandanus, la citrouille, la papaye et les bananes constituent le régime alimentaire traditionnel des Kiribati. Les aliments importés comme le riz, la farine et le sucre sont aujourd'hui importants dans le cadre du régime alimentaire de base des Kiribati. La crème de coco est un ingrédient important de la plupart des plats traditionnels. Les plats de cochon rôti sont particulièrement prisés à l'occasion des fêtes botaki.

## Aliments et ingrédients

### Les fruits de mer
Du fait de sa situation géographique dans l’océan Pacifique, les fruits de mer jouent un rôle essentiel dans la cuisine des Kiribati. Les poissons tels que le thon et le mérou sont souvent utilisés, grillés ou servis crus avec de la crème de coco, un plat connu sous le nom de sashimi.

### Fruits et légumes
Les fruits comme les bananes, les papayes, les fruits à pain et les noix de coco sont abondants sur ces îles et occupent une place importante dans leurs repas. Les légumes-racines comme le taro et les patates douces font également partie de leur alimentation de base.

### Plats à base de fruit à pain
Le fruit à pain est un autre ingrédient clé dans de nombreux plats – il peut être rôti, bouilli ou transformé en chips. Sa polyvalence en fait un ingrédient privilégié de la cuisine des Kiribati.

## Méthodes de cuisson traditionnelles
Les méthodes de cuisson traditionnelles sont encore largement utilisées aux Kiribati. Les fours en terre, appelés umw, sont souvent utilisés pour les grands rassemblements et les fêtes. Les aliments sont enveloppés dans des feuilles de bananier et cuits lentement sur des pierres chaudes.

## Spécialités
- Adobo de fruits de mer aux gousses d’ail émincés, avec du gingembre frais, du beurre, du vinaigre blanc, du poivre et de la sauce soja[3].
- Rukau : le rukau est un plat populaire dans les Kiribati, préparé à partir de feuilles de taro cuites dans de la crème de coco. Ce plat est souvent dégusté avec des fruits de mer ou du poisson[4].
- Te buia : le te buia est un plat traditionnel des Kiribati à base de crabes terrestres cuits dans du lait de coco et des épices. Il est considéré comme un mets délicat et souvent servi lors d'occasions spéciales[4].
- Ika mata : l'ika mata est un plat de poisson cru mariné dans du jus d'agrumes, de la crème de coco et des épices. C'est un plat très apprécié des habitants et des touristes[4].
- Palusami : le palusami est similaire au plat samoan du même nom et se compose d'un ragoût de corned beef, de feuilles de taro farcies de crème de coco et d'oignons, enveloppées dans des feuilles de bananier puis cuites au four ou à la vapeur[4]
- Te bua toro ni baukin : un plat de viande en conserve cuite avec du chou et de la citrouille, assaisonné de sel, de poivre et de jus de citron[5].
- Poisson glacé sauce teriyaki[6].
- Saumon mariné[6].
- Salade de concombre avec sauce à l’avocat[6].
- Soupe de potiron à la noix de coco[6].
- Somoan poi : purée de banane à la crème de coco[6].
- Téia : nouilles céto à la noix de coco et au citron vert[6].
- Kakama ni waini n naunau : poulet mariné au lait de coco et grillé[6].